# تروینا
تروینا (به ایتالیایی: Troina) یک کومونه در ایتالیا است که در استان انا واقع شده‌است.

## خصوصیات
تروینا ۱۶۳٫۰۸۳ کیلومترمربع مساحت و ۹٬۷۹۵ نفر جمعیت دارد و ۱٬۱۲۱ متر بالاتر از سطح دریا واقع شده‌است.

## نگارخانه

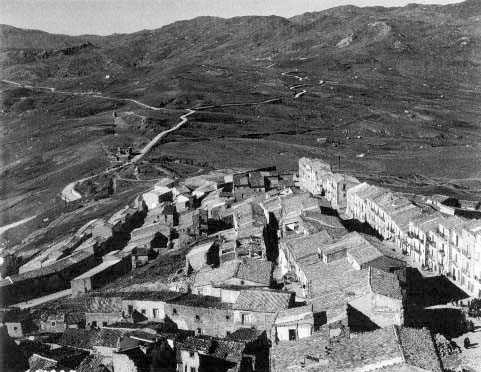
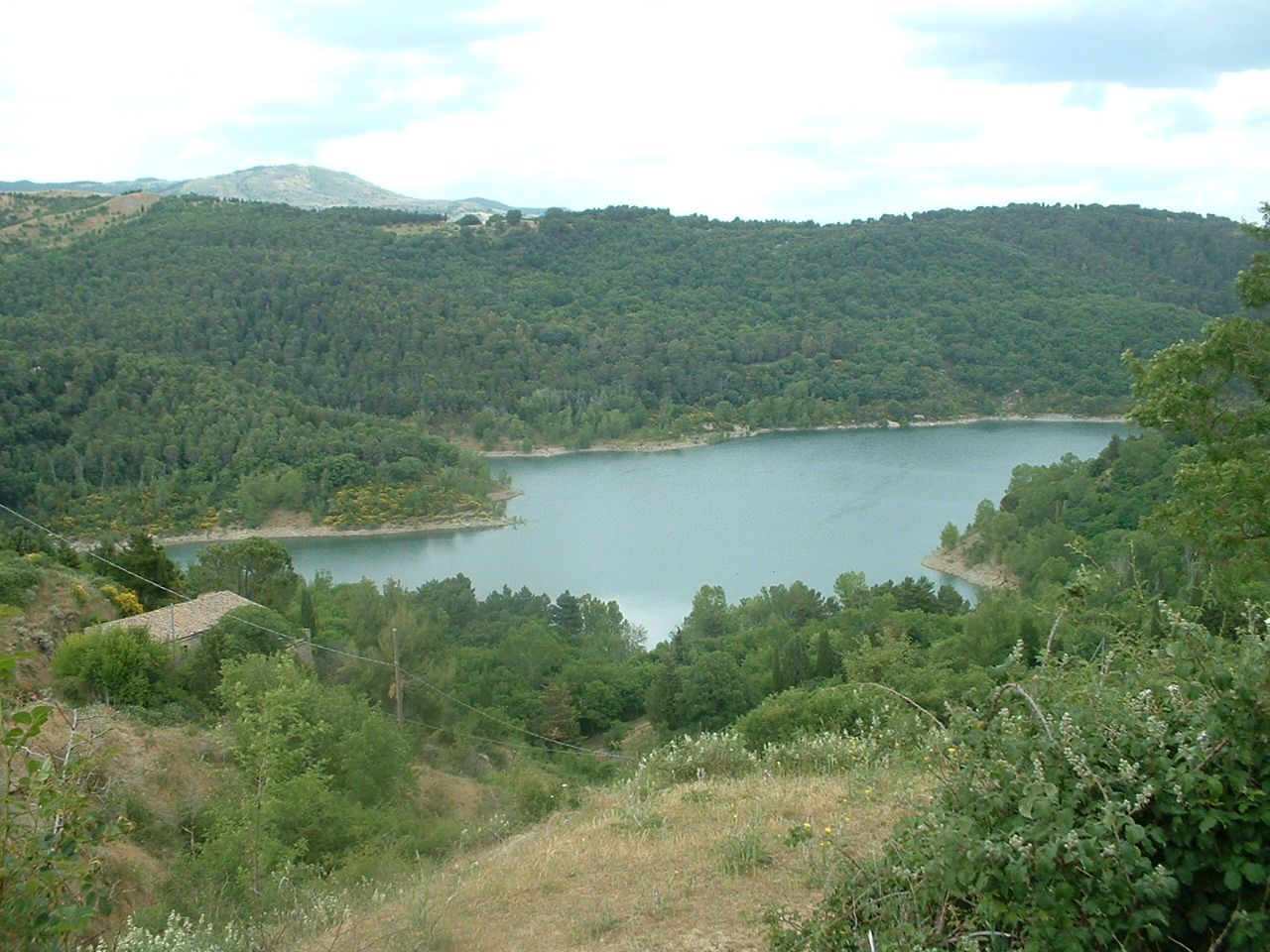
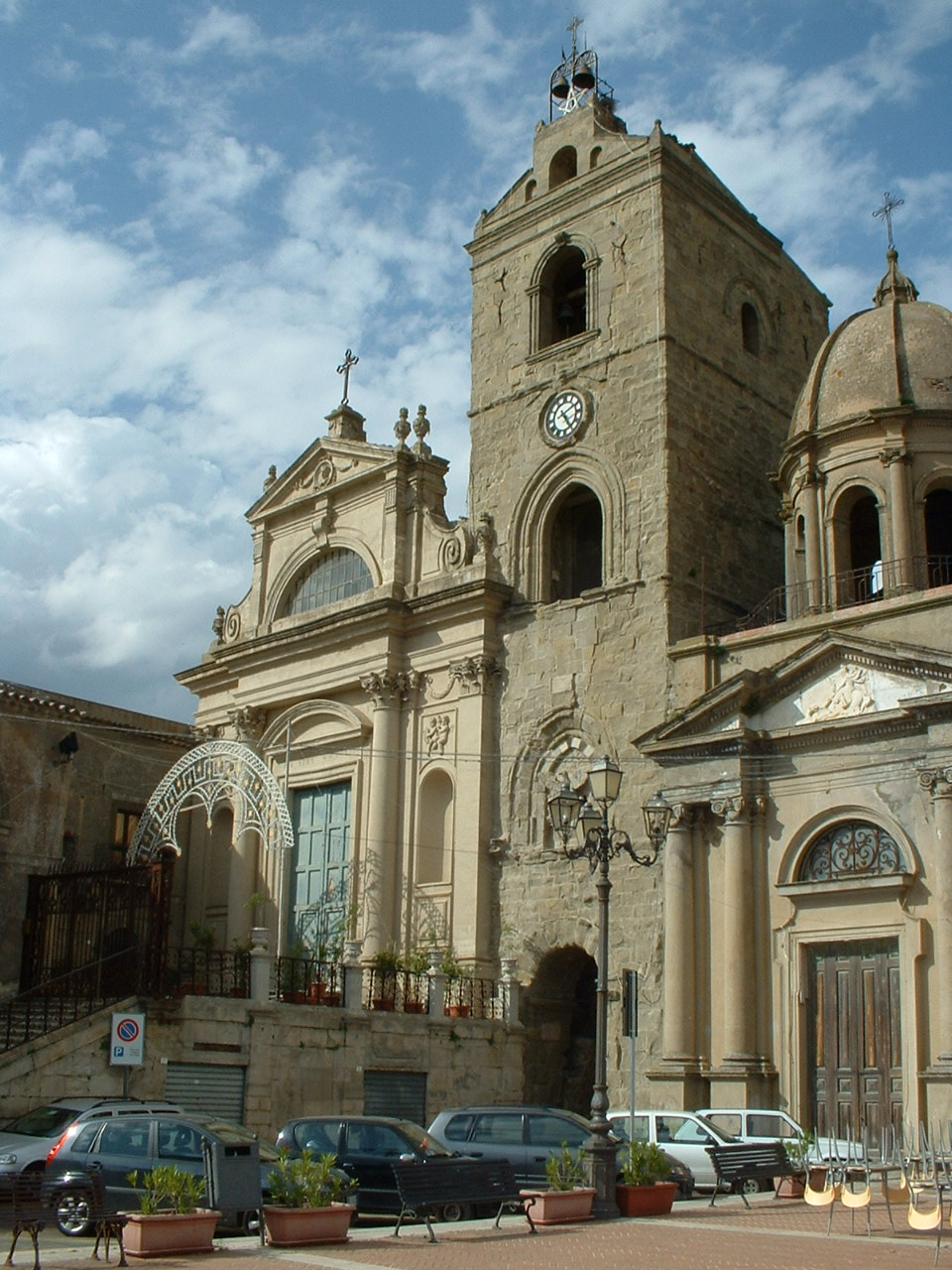

## خواهرخوانده
شهر کوتانس خواهرخواندهٔ تروینا هست.